# Château de Clairvaux
Ne doit pas être confondu avec Château de Clervaux.
Pour les articles homonymes, voir Clairvaux (homonymie).
Le château de Clairvaux est un château privé, situé sur la commune de Scorbé-Clairvaux, dans le département de la Vienne en France. Le château fait l’objet d’un classement au titre des monuments historiques depuis le 13 juin 1929. Il abrite aussi un musée international du jeu d'échecs

## Situation
Le château est situé dans le bourg, sur la place du Champ-de-foire, aujourd'hui appelé place Étienne Chérade de Montbron.

## Historique
Le Château de Clairvaux est l'un des tout premiers exemples de la Renaissance en Poitou : on peut dater ces bâtiments du tout début du XVIe siècle. En 1470, à la suite d'une rixe entre les deux seigneurs de Clairvaux, Christophe de la Tour Landry, et Renaud Chabot, ce dernier descend dans la vallée et entreprend la construction d'un nouveau château, situé aux abords du champ de foire.
René de Villequier de La Guerche, gouverneur de Paris et de l'Ile-de-France, acquiert en 1580 les deux domaines de Clairvaux, et fait ériger la seigneurie en Comté. Délaissant le Haut Clairvaux, il vient résider dans la vallée, où il agrandit et embellit le château. Il crée une entrée monumentale, constituée par un corps de logis flanqué de deux pavillons carrés, au centre duquel s'ouvre un portail. Favori d'Henri III, son trésorier et chambellan lors de son règne sur la Pologne, il aide le roi à s'enfuir du Palais Royal de Cracovie après la mort de son frère Charles IX. René Villequier est le premier titulaire de l'Ordre du Saint-Esprit, ordre créé par le roi. Il reçoit fréquemment Henri III, et une chambre de la grosse tour porte son nom. Il fait réaliser un balcon ouvragé attribué à Philibert Delorme, architecte français de la Renaissance.
César d'Aumont, petit-fils de Villequier, gouverneur de Touraine, fait ériger le Comté en Marquisat par lettres patentes de Louis XIII en 1620, et y adjoint la baronnie de Thuré. Il a six filles, dont l'une Anne d'Aumont, marquise de Clairvaux, vicomtesse de la Guerche, épouse en 1660 Gilles Fouquet, premier écuyer de la Grande Écurie du Roi, frère du célèbre surintendant des finances de Louis XIV.
Gilles Fouquet a de grandes ambitions pour Clairvaux, et réalise plusieurs aménagements. Il fait construire de vastes communs entourant la cour d'honneur, et quatre pavillons aux angles du rectangle formé par les douves d'eaux vives, modifie la poterne d'entrée du château, et agrémente le domaine d'un parc immense, dont les jardins sont attribués à Lenôtre. Mais les constructions sont subitement stoppées par l'arrestation de Nicolas Fouquet à Nantes par d'Artagnan, et l'exil de Gilles avec son frère à Pignerol, où il meurt en 1694.
Étienne Chérade, issu d'une famille de marchands de tissus d'Angoulême, anobli en 1693, acquiert le domaine à Paris en 1704. Son petit-fils, Adrien-Etienne Chérade comte de Montbron remplace le pont-levis par un pont en pierre, et accole aux logis anciens, le corps de logis que l'on peut voir encore aujourd'hui, avec sur chacune de ses faces un avant-corps surmonté d'un fronton triangulaire. La Révolution arrête les travaux. Un de ses fils ayant appartenu à l'armée révolutionnaire, il obtient que le château ne soit pas démoli, mais le comité de salut public exige la destruction des armoiries édifiées sur les façades, y compris l'écusson du Roi Soleil des grandes écuries. La même famille conserve le château jusqu'en 1867.
Le château est classé monument historique en 1928. Lors de la Seconde Guerre mondiale, le château est le siège de la Kommandantur, puis sert de camp de réfugiés, et accueille même par la suite des colonies de vacances. De nombreuses dégradations se succèdent donc, avant le rachat, par l'actuel propriétaire qui, avec l'appui des Monuments historiques, a entrepris sa restauration. Outre une exposition permanente consacrée à Henri III, il abrite aujourd'hui le Musée International du Jeu d'échecs (160 jeux provenant de 75 pays).

## Musée international du Jeu d'échecs
En 1990 le château devient aussi un musée du jeu d'échecs. Il abrite une collection privée d'une centaine de jeux d'échecs, provenant de toutes les régions du globe. On peut notamment y retrouver le jeu de campagne de Napoléon 1er. Du fait de l'importance de sa collection, il compte parmi les plus grands musées d'échecs de France.